# Pia Jämtvall
Pia Yvonne Jämtvall, född 11 maj 1953, är en svensk konstnär och illustratör.
Jämtvall tecknar bland annat satirer i samma tradition som sin livskamrat Lars Hillersberg (1937–2004). Hennes senare arbeten består till en del av porträtt med användande av en urgammal tuschteknik som kallas sumi. Hennes huvudsakliga läromästare i denna teknik, Harvey Cropper, studerade hos japanska munkar under sin krigstjänstgöring.
Jämtvall har beskrivit sumi på följande sätt:
| ” | Man använder sig av kinesisk pensel, tillverkad av bambu med varghår, på rispapper. I jämförelse med en vanlig västerländsk pensel så har denna pensel mycket att ge, ungefär som att jämföra en chihuawahund med en St.Bernadshund. Det är svårt att lära sig österländsk traktering av materialet men när det börjar lyckas blir det mycket roligare, en intelligent pensel med många möjligheter. | „ |

År 2003 gav hon ut Sannsagan om Pia, som beskrivits som en ond saga sedd från botten av folkhemmet.